# Distrito arqueológico Offshore Reefs
El Distrito arqueológico Offshore Reefs (en inglés: Offshore Reefs Archeological District) es un sitio histórico ubicado en Homestead, Florida. El Distrito arqueológico Offshore Reefs se encuentra inscrito como un Distrito Histórico en el Registro Nacional de Lugares Históricos desde el 24 de agosto de 1984.

## Ubicación
El Distrito arqueológico Offshore Reefs se encuentra dentro del condado de Miami-Dade en las coordenadas 25°25′53″N 80°09′54″O / 25.431389, -80.165.